# Medaglia della città di Parigi
La medaglia della città di Parigi (in francese Médaille de la Ville de Paris) è un'onorificenza creata nel 1911 e consegnata dal sindaco di Parigi su proposta dei membri eletti del Consiglio o delle associazioni di Parigi. Esistono diversi gradi della medaglia: bronzo, argento, vermeil e grand vermeil.
La medaglia insignisce le persone che hanno effettuato un "atto straordinario riguardante la capitale" ma viene anche assegnato sistematicamente ai parigini centenari e alle coppie che celebrano le nozze d'oro (50 anni), diamante (60 anni), platino (70 anni), alabastro (75) o rovere (80).